# The Velvet Underground & Nico
The Velvet Underground & Nico es el primer álbum de estudio de la banda estadounidense de rock The Velvet Underground, lanzado en 1967 con la colaboración en las voces de la cantante alemana Nico. Su grabación se efectuó en Nueva York y Hollywood entre abril y mayo de 1966 bajo la dirección del líder del movimiento pop art, el estadounidense Andy Warhol, aunque no se acreditó a Norman Dolph y John Licata, responsables de las sesiones en Nueva York, ni a Tom Wilson, que en palabras del propio bajista de la banda, John Cale, fue el productor de casi todas las canciones. Pese a que se grabó en 1966, no salió a la venta hasta el 12 de marzo de 1967 por distintos problemas primero por la censura y posteriormente de realización por la inusual portada. Pese a esto, lo editó el sello discográfico de jazz Verve Records, propiedad de la Metro-Goldwyn-Mayer. 
La temática del disco se centra en tópicos como el uso y abuso de drogas, la prostitución, el sadismo y masoquismo, y las desviaciones sexuales; este trasfondo oscuro fue considerado revolucionario en su tiempo. La música fue obra casi exclusiva del guitarrista y cantante Lou Reed. La portada la diseñó el propio Warhol y se trata de la imagen de un plátano pop con una invitación a que se lo pele ("Peel slowly and see"). En diferentes ediciones del álbum, incluida la primera, el plátano es una calcomanía que tapa una imagen fálica ("plátano" rosado sin cáscara). La contraportada de la primera edición contenía una proyección del show Exploding Plastic Inevitable. 
El álbum debutó en el puesto 171 entre los álbumes más vendidos de la lista Billboard y desapareció de las tiendas prácticamente de la noche a la mañana, fue muy poco exitoso desde su lanzamiento, pero a la postre se convirtió en uno de los discos más influyentes y aclamados por la crítica en la historia. En el 2003 la revista Rolling Stone lo colocó en el n.º 13 en su lista de "Los 500 mejores álbumes de todos los tiempos". En el 2006 un jurado compuesto por expertos en preservación de música y sonido de los Estados Unidos la anexó en el Registro Nacional de Grabaciones de la Biblioteca del Congreso de Estados Unidos debido a su "relevancia cultural o histórica" en la vida estadounidense.

## Grabación

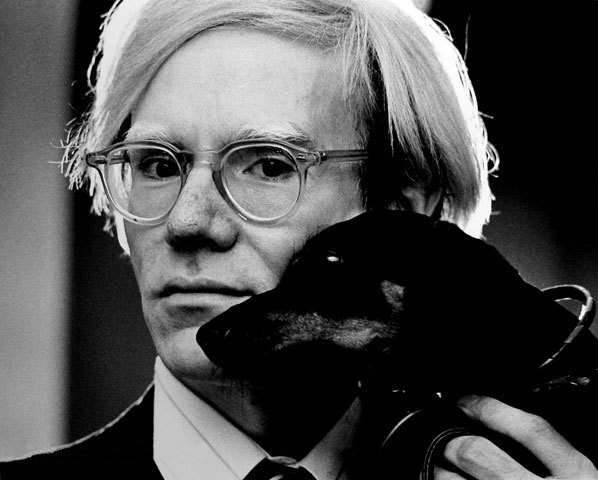
El artista estadounidense Andy Warhol produjo y diseñó la portada del álbum. Los productores Norman Dolph y John Licata nunca fueron mencionados en los créditos del disco.

The Velvet Underground & Nico fue grabado con la primera alineación de The Velvet Underground, que incluía a Lou Reed, John Cale, Sterling Morrison y Maureen Tucker; con Nico, quien en ocasiones era la voz principal, bajo la instigación del mentor y mánager de la banda, Andy Warhol. Nico fue la voz principal en tres tracks del disco ("Femme Fatale", "All Tomorrow's Parties" y "I'll Be Your Mirror") y acompañante en "Sunday Morning". En 1966, mientras el álbum estaba siendo grabado, esta fue la alineación que actuaría en vivo como parte de la Exploding Plastic Inevitable (EPI) de Warhol. 
La mayor parte de las canciones que formaría parte del disco se grabaron a mediados de abril de 1966, durante un período de cuatro días en Scepter Studios, y una menor parte en un estudio de Nueva York. Esta sesión última fue financiada por Warhol y el ejecutivo de ventas de la Columbia Records, Norman Dolph, que también fungió como ingeniero en audio junto con John Licata. Aunque el costo total del proyecto se desconoce, se estima que fue entre $1,500 y $3,000 dólares.
La grabación en Sceptre se efectuó con bastante rapidez, los primeros dos días fueron de trabajo con una duración aproximada de entre 8 y 10 horas, el tercer día se dedicó a escuchar el material y el cuarto se dedicó a la mezcla del material. Poco después, Dolph envió un acetato de la grabación a la Columbia, en un intento para que promocionaran el disco, pero estos declinaron hacerlo, al igual que la Atlantic Records y Elektra Records. Finalmente, la MGM Records propietaria de la Verve Records aceptó pero con la ayuda del productor de la Verve Tom Wilson, quien recientemente había trabajado para la Columbia.
Con la aprobación de la disquera, tres de las canciones, "I'm Waiting for the Man", "Venus in Furs" y "Heroin", fueron regrabadas en dos días en T.T.G. Studios durante la estadía de la banda en Hollywood a principios de 1966. La fecha de salida del álbum fue retrasada una y otra vez por problemas en la producción, Wilson añadió en noviembre de 1966 una última canción al disco: el prospectivo sencillo "Sunday Morning". La versión para el álbum fue más profesional y exuberante de la que circulaba en la radio por ese tiempo.

### Producción
Existe cierta confusión en cuanto a quién es realmente el productor de The Velvet Underground & Nico. Aunque Andy Warhol es el único al que se le acredita oficialmente la producción, él tuvo muy poca influencia directa o autoridad sobre el álbum más allá del pago de las sesiones de grabación. De hecho, varias otras personas que trabajaron en el álbum son a menudo mencionadas como productores técnicos.
Norman Dolph y John Licata son siempre a los que se les atribuye la producción de las sesiones en Scepter Studios, considerándolos responsables por la grabación y arreglos (a pesar de que ninguno de los dos nunca se menciona en los créditos originales del álbum). El mismo Dolph, sin embargo, admite que el verdadero productor creativo del álbum fue John Cale, así como el encargado de la mayoría de los arreglos musicales. Y sin embargo, Cale más tarde recordó que fue Tom Wilson quien en realidad produjo casi todos los tracks de The Velvet Underground & Nico. "The band never again had as good a producer as Tom Wilson,"(La banda nunca tuvo tan buen productor como Tom Wlson) afirmó Cale en una entrevista. "Andy Warhol didn't do anything."(Andy Warhol no hizo nada)
Sin embargo, otros citan que la falta de manipulación en la grabación por parte de Warhol es en sí mismo el significado legítimo de la producción. Lou Reed discute su importancia en una entrevista:
Él hizo posible que fuéramos nosotros mismos y que continuáramos con ello porque él era Andy Warhol. En cierto modo, él realmente no lo produjo, porque era la sombrilla que absorbía todos los ataques cuando no éramos lo suficientemente grandes como para ser atacados... y como consecuencia de esto él fue el productor, nosotros continuábamos en pie y creábamos y hacíamos lo que siempre hacíamos y nadie nos podía detener porque Andy era el productor. Por supuesto que él nunca supo nada de la producción, pero el no debía saberlo. Él solo se sentaba ahí y decía "Oooh, es fantástico," y el ingeniero diría , "¡Oh si! ¡verdad! Es fantástico, ¿no?

## Música

### Temática
The Velvet Underground & Nico se caracterizó por su abierta y honesta descripción de temas como el uso y abuso de drogas, la prostitución, el sadismo y el masoquismo, y las desviaciones sexuales. "I'm Waiting for the Man" describe los esfuerzos realizados por un hombre para obtener heroína mientras que "Venus in Furs" es una interpretación casi literal de la novela del siglo XIX del mismo nombre (que a su vez es una prominente interpretación de la BDSM). "Run Run Run" también esta en torno de la cultura de las drogas como premisa. "There She Goes Again" hace referencia a una chica que huye de su novio después de los maltratos recibidos por este. Una de las más conocidas tracks del álbum es "Heroin", una canción que detalla el uso y la experiencia de sentir los efectos cuando se consume esta droga.
Lou Reed, quien escribió la mayoría de las canciones del disco, nunca tuvo la intención de escribir únicamente sobre temas controvertidos, debido a la gran polémica que estos presentan. Reed, un fanático de escritores y poetas como William Burroughs, Allen Ginsberg, y Hubert Selby, no vio la razón de por qué el contenido de sus canciones no podían ser trasladadas al rock and roll. Reed, quien estudió una Licenciatura en Artes en la Universidad de Siracusa, dijo en una entrevista que la unión entre los dos (el contenido polémico y la música) era "obvia". "Ese es el tipo de cosas que deberías leer. ¿Por qué no lo escucharías? Te diviertes al leerlo, y te divierte al rockear con ello."
Aunque el contenido oscuro del álbum es hoy considerado revolucionario, muchas de sus canciones están relacionadas con otros temas. Muchas de las canciones escritas por Reed fueron basadas en observaciones de los miembros de "Factory Superstars" de Andy Warhol. "Femme Fatale" en particular fue inspirada por Edie Sedgwick bajo la solicitud de Warhol. "I'll Be Your Mirror", inspirada por Nico, es una tierna canción que contrasta con otras como "Heroin".  Un error que se comete comúnmente es que "All Tomorrow's Parties" fue escrita por Reed a petición de Warhol (como se mencionan Victor Bockris y Gerard Melanga en la minuciosa biografía de Velvet Underground Up-Tight: The Velvet Underground Story). Parece ser que la canción es otra observación sobre la Factory, Reed había escrito la canción antes de conocer a Warhol—esta es incluida en el demo de la banda de 1965 que forma parte del Disco 1 de Peel Slowly and See el box set, grabada antes de que Warhol conociera a la banda.

### Instrumentación
Gran parte del sonido del álbum fue concebido por John Cale, quien hizo hincapié en las cualidades de experimentación de la banda. Cale, quien estaba muy influenciado por su trabajo con La Monte Young, por John Cage y tempranamente por el movimiento Fluxus, alentó al uso de nuevas maneras de producir en la música. El pensamiento y creatividad de Cale encajaba muy bien con la de Lou Reed, quien ya había experimentado con diversas afinaciones. Por ejemplo, Reed "inventó" la guitarra ostrich para una canción escrita por él llamada "The Ostrich" (El avestruz) para la fugaz banda The Primitives. La Ostrich guitar consiste en que todas las cuerdas estuvieran afinadas en la misma nota. El método fue utilizado en las canciones "Venus in Furs" y "All Tomorrow's Parties". A menudo, las guitarras se hacían más graves, produciendo un sonido muy bajo que Cale denominaba "sexy".

## Carátula

### "The Banana Album"
The Velvet Underground & Nico es algunas veces llamado el "banana album" debido a la pintura realizada por Andy Warhol en la portada del disco, una banana. Las primeras copias del álbum invitaban al propietario a "Peel slowly and see" (Pelarlo lentamente y ver); pelando a la banana se podía observar un plátano de color carne por debajo. Una máquina especial fue necesaria para la elaboración de estas carátulas (una de las causas de la demora de la salida de esta producción), pero la MGM pagó los costos de esto sabiendo que cualquier cosa que estuviera vinculado con Warhol elevaría las ventas del álbum.
En la republicación del CD en 1996, la imagen de la banana pasó a ser la portada del disco, mientras que la imagen de la banana fálica paso a la imagen del interior del disco.

### Polémica demanda por la contraportada
Cuando el disco fue publicado por primera vez, la fotografía de la contraportada (tomada de la presentación en la Exploding Plastic Inevitable) aparece la imagen del actor Eric Emerson proyectada boca abajo en la pared que se encuentra detrás de la banda. Emerson amenazó con demandarlos por el uso no autorizado de su imagen, a menos que se le pagara. La MGM retiró del mercado las copias del disco y detuvo su distribución hasta que la imagen de Emerson fuera borrada de la foto en las posteriores copias. A las copias ya impresas se les colocó una calcomanía negra que tapaba la imagen del actor. La imagen original fue restaurada y puesta de nuevo en el relanzamiento del CD en 1996.

## Recibimiento y ventas
El lanzamiento inicial de The Velvet Underground & Nico fue un fracaso, tanto por su falta de similitud con la música pop de la época, lo que llevó al disco a ser un fracaso financiero, como por la fuerte temática que se manejaba en el material, que les acarreó negativas por parte de la radio para la reproducción de sus canciones y por parte de las disquerías para distribuir su obra, diversas revistas advertían sobre el contenido fuerte de esta producción. También se le ha atribuido su fracaso a la falta de promoción por parte de su disquera Verve, que falló al promover este disco.
Su debut en el Billboard Album Chart se produjo el 13 de mayo de 1967 en el #199 para después dejarlo el 10 de junio con el #195. Volvió a entrar en los charts el 18 de noviembre en el #182, llegando a su puesto más alto, #171 el 16 de diciembre y finalmente dejaría permanentemente las listas el 6 de enero de 1968 en el #193. Cuando la Verve retiró del mercado el disco por los problemas legales con Eric Emerson, desapareció de las listas solo por 5 meses.

## Reconocimientos
La información respecto a los reconocimientos atribuidos a The Velvet Underground & Nico está adaptada de AcclaimedMusic.net
| Publicación          | País           | Elogio                                             | Año  | Posición |
| -------------------- | -------------- | -------------------------------------------------- | ---- | -------- |
| Robert Dimery        | Estados Unidos | Los 1001 álbumes que debes escuchar antes de morir | 2005 | *        |
| Rolling Stone        | Estados Unidos | 'Los 500 mejores álbumes de todos los tiempos'     | 2003 | 13       |
| Entertainment Weekly | Estados Unidos | Los 100 CD más grandes de todos los tiempos        | 1993 | 17       |
| Mojo                 | Reino Unido    | Los 100 álbumes más grandes que se han hecho       | 1995 | 9        |
| Rolling Stone        | Alemania       | Los 500 mejores álbumes de todos los tiempos       | 2005 | 4        |
| Mojo                 | Reino Unido    | Los 100 discos que cambiaron al mundo              | 2007 | 7        |
| Rockdelux            | España         | Los 500 mejores discos del siglo XX                | 2002 | 1        |

(*) listas designadas sin un orden establecido.

## Lista de canciones

### Lanzamiento original
- Todas las canciones escritas y cantadas principalmente por Lou Reed, excepto las indicadas.

| Cara A |                           |              |               |          |  |
| N.º    | Título                    | Escritor(es) | Voz principal | Duración |  |
| 1.     | «Sunday Morning»          | Cale, Reed   |               | 2:55     |  |
| 2.     | «I'm Waiting for the Man» |              |               | 4:39     |  |
| 3.     | «Femme Fatale»            |              | Nico          | 2:39     |  |
| 4.     | «Venus in Furs»           |              |               | 5:12     |  |
| 5.     | «Run Run Run»             |              |               | 4:22     |  |
| 6.     | «All Tomorrow's Parties»  |              | Nico          | 6:00     |  |
| 25:50  |                           |              |               |          |  |

| Cara B |                                |                              |               |          |  |
| N.º    | Título                         | Escritor(es)                 | Voz principal | Duración |  |
| 1.     | «Heroin»                       |                              |               | 7:12     |  |
| 2.     | «There She Goes Again»         |                              |               | 2:41     |  |
| 3.     | «I'll Be Your Mirror»          |                              | Nico          | 2:14     |  |
| 4.     | «The Black Angel's Death Song» | Reed, Cale                   |               | 3:11     |  |
| 5.     | «European Son»                 | Cale, Reed, Morrison, Tucker |               | 7:51     |  |
| 23:11  |                                |                              |               |          |  |

### Edición Deluxe del 45 Aniversario
La edición lanzada por los 45 años de este álbum contiene 6 discos, los discos 1 y 2 contienen las mezclas ya antes disponibles del disco en sonido monoaural y estereofónico respectivamente.
El disco 3 es el álbum debut de Nico, Chelsea Girl en su totalidad.
| Bonus tracks del disco 1 |                                                                |          |  |
| N.º                      | Título                                                         | Duración |  |
| 12.                      | «All Tomorrow's Parties» (Mezcla alternativa con una sola voz) | 5:58     |  |
| 13.                      | «European Son» (Toma alternativa)                              | 9:07     |  |
| 14.                      | «Heroin» (Toma alternativa)                                    | 6:18     |  |
| 15.                      | «All Tomorrow's Parties» (Mezcla instrumental alternativa)     | 5:52     |  |
| 16.                      | «I'll Be Your Mirror» (Mezcla alternativa)                     | 2:20     |  |

| Bonus tracks del disco 2 |                                                                         |          |  |
| N.º                      | Título                                                                  | Duración |  |
| 12.                      | «All Tomorrow's Parties» (Mezcla en mono del sencillo)                  | 2:52     |  |
| 13.                      | «I'll Be Your Mirror» (Mezcla en mono del sencillo - Final alternativo) | 2:18     |  |
| 14.                      | «Sunday Morning» (Mezcla en mono del sencillo - Mezcla alternativa)     | 3:13     |  |
| 15.                      | «Femme Fatale» (Mezcla en mono del sencillo)                            | 2:37     |  |

| Disco 4: Acetato de los Scepter Studios y ensayo en The Factory |                                                           |          |  |
| N.º                                                             | Título                                                    | Duración |  |
| 1.                                                              | «European Son» (Mezcla alternativa - Versión extendida)   | 9:02     |  |
| 2.                                                              | «The Black Angel's Death Song» (Mezcla alternativa)       | 3:16     |  |
| 3.                                                              | «All Tomorrow's Parties» (Mezcla alternativa)             | 5:53     |  |
| 4.                                                              | «I'll Be Your Mirror» (Mezcla alternativa)                | 2:11     |  |
| 5.                                                              | «Heroin» (Toma alternativa)                               | 6:16     |  |
| 6.                                                              | «Femme Fatale» (Mezcla alternativa)                       | 2:36     |  |
| 7.                                                              | «Venus in Furs» (Toma alternativa)                        | 4:29     |  |
| 8.                                                              | «I'm Waiting for the Man» (Toma alternativa)              | 4:10     |  |
| 9.                                                              | «Run Run Run» (Mezcla alternativa)                        | 4:23     |  |
| 10.                                                             | «Walk Alone» (Ensayo en The Factory)                      | 3:27     |  |
| 11.                                                             | «Crackin' Up/Venus in Furs» (Ensayo en The Factory)       | 3:55     |  |
| 12.                                                             | «Miss Joanie Lee» (Ensayo en The Factory)                 | 11:49    |  |
| 13.                                                             | «Heroin» (Ensayo en The Factory)                          | 6:14     |  |
| 14.                                                             | «There She Goes Again (con Nico)» (Ensayo en The Factory) | 2:09     |  |
| 15.                                                             | «There She Goes Again» (Ensayo en The Factory)            | 2:56     |  |

| En vivo en Valleydale Ballroom, Columbus, Ohio, 4 de noviembre de 1966 (Parte 1) |                                                |          |  |
| N.º                                                                              | Título                                         | Duración |  |
| 1.                                                                               | «Melody Laughter (Improvisación instrumental)» | 28:26    |  |
| 2.                                                                               | «Femme Fatale»                                 | 2:37     |  |
| 3.                                                                               | «Venus in Furs»                                | 4:45     |  |
| 4.                                                                               | «The Black Angel's Death Song»                 | 4:45     |  |
| 5.                                                                               | «All Tomorrow's Parties»                       | 5:03     |  |

| En vivo en Valleydale Ballroom, Columbus, Ohio, 4 de noviembre de 1966 (Parte 2) |                                                 |          |  |
| N.º                                                                              | Título                                          | Duración |  |
| 1.                                                                               | «I'm Waiting for the Man»                       | 4:50     |  |
| 2.                                                                               | «Heroin»                                        | 6:42     |  |
| 3.                                                                               | «Run Run Run»                                   | 8:43     |  |
| 4.                                                                               | «The Nothing Song (Improvisación instrumental)» | 27:56    |  |

## Créditos

### The Velvet Underground y Nico
- Lou Reed – voz, guitarra solista
- John Cale – viola eléctrica, piano, celesta en "Sunday Morning", bajo, coros
- Sterling Morrison – guitarra solista y rítmica, bajo, coros
- Maureen Tucker – instrumentos de percusión
- Nico – chanteuse, voz en "Femme Fatale", "All Tomorrow's Parties" y "I'll Be Your Mirror"; coros en "Sunday Morning"

### Producción
- Andy Warhol – producción
- Tom Wilson – posproducción supervisión, producción en "Sunday Morning"
- Omi Haden – ingeniería de sonido en T.T.G. Studios
- Norman Dolph y John Licata – ingeniería en Scepter Studios (no acreditados)
- Gene Radice y David Greene – edición de posproducción, remezcla